# طواف بروفانس

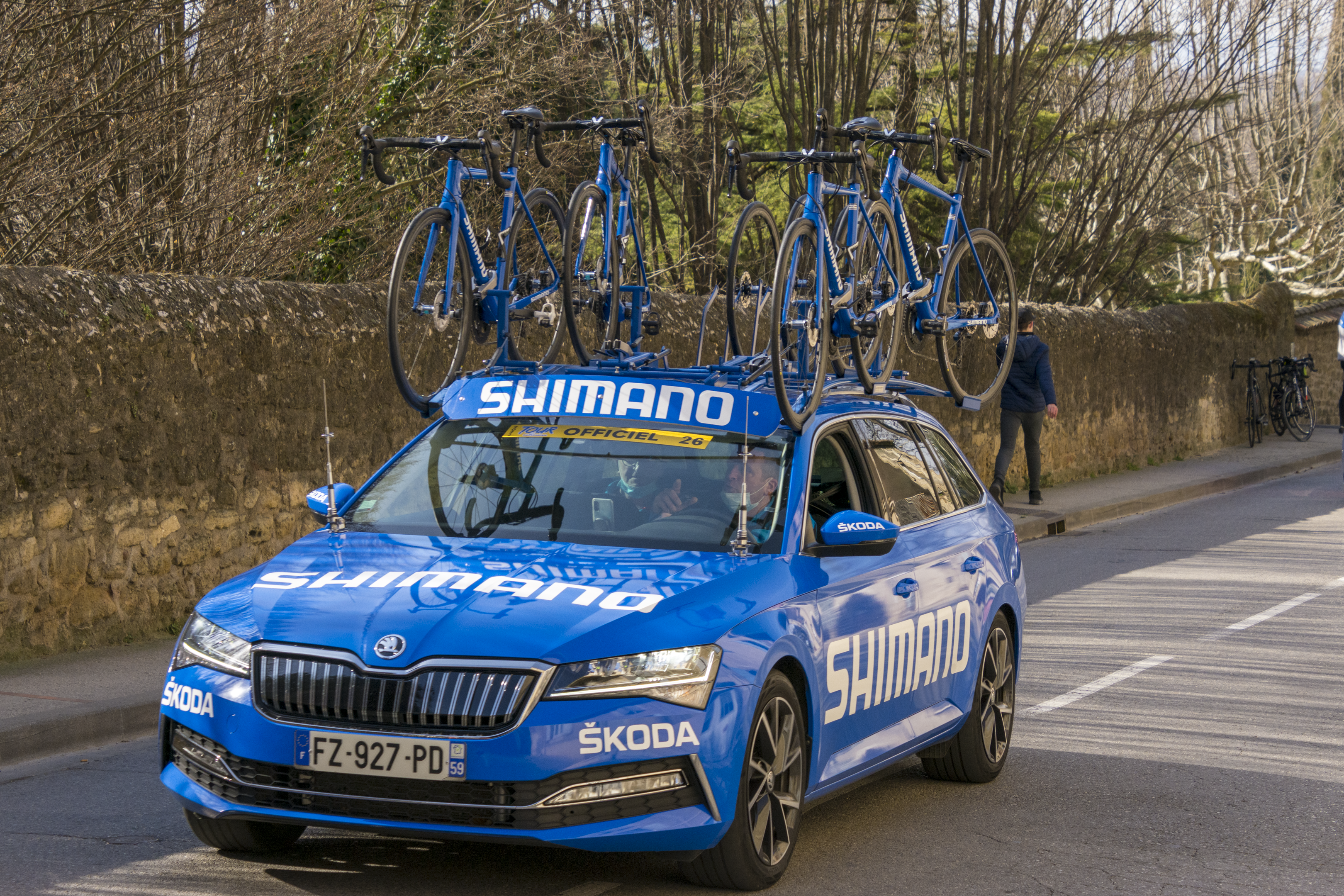
"سيارة مساعدة" من شيمانو لسباق الدراجات على الطرق في Tour de la Provence

طواف بروفانس (بالإنجليزية: Tour de la Provence)‏ هو سباق دراجات هوائية،  من صنف 2.Pro ‏،  يُقام في فبراير من كل عام،  وقد أُقيم أول موسم منه في 2016 في فرنسا.

## قائمة الفائزين
| السنة | الفائز          | الثاني          | الثالث              |                 |
| ----- | --------------- | --------------- | ------------------- | --------------- |
| 2016  | توماس فوكلر     | Petr Vakoč ‏     | ليليان كالجمان      |                 |
| 2017  | روهان دنيس      | ماتيا كاتانيو   | ألكسندر غينز        |                 |
| 2018  | ألكسندر غينز    | توني قالوبا     | رودي مولار          |                 |
| 2019  | جوركا إيزاجير   | سيمون كلارك     | توني قالوبا         |                 |
| 2020  | نيرو كوينتانا   | ألكساندر فلاسوف | أليكسي لوتزينكو     |                 |
| 2021  | إيفان سوسا      | جوليان ألافيليب | إيغان بيرنال        |                 |
| 2022  | نيرو كوينتانا   | جوليان ألافيليب | Mattias Skjelmose   |                 |
| 2023  | تم إلغاء السباق | تم إلغاء السباق | تم إلغاء السباق     | تم إلغاء السباق |
| 2024  | مادس بيدرسن     | Axel Zingle ‏    | Raúl García Pierna ‏ |                 |
| 2025  | مادس بيدرسن     | ماتج موهوريك    | ماريجن فان دن بيرغ  |                 |

## وصلات خارجية
- الموقع الرسمي